# باولو سيزار (لاعب كرة قدم)
باولو سيزار هو لاعب كرة قدم برازيلي في مركز حراسة المرمى، ولد في 27 مارس 1986 في أراكاجو في البرازيل. لعب مع نادي كيتشي.

## وصلات خارجية
- باولو سيزار على موقع قاعدة بيانات كرة القدم.إي يو (الإنجليزية)
- باولو سيزار على موقع Soccerway.com (الإنجليزية)